# Всемирный день электросвязи и информационного общества
Всемирный день электросвязи и информационного общества (на других официальных языках ООН: англ. World Telecommunication and Information Society Day, исп. Día Mundial de las Telecomunicaciones y la Sociedad de la Información, фр. La Journée mondiale des télécommunications et de la société de l'information, кит. 世界电信和信息社会日, араб. اليوم العالمي للاتصالات ومجتمع المعلوماتية‎) заменил собой ранее отмечаемые «Международный день электросвязи» и «Всемирный день информационного общества».
«Международный день телекоммуникаций» отмечался в 1969—2005 гг. Дата праздника связана с созданием 17 мая 1865 г. Международного телеграфного союза, впоследствии переименованного в Международный союз электросвязи (МСЭ).
В рамках всемирной встречи на высшем уровне по вопросам информационного общества, которая прошла в два этапа: в Женеве в 2003 г. и в Тунисе в 2005 г., была принята «Тунисская программа для развития информационного общества», целями которой, в частности, были популяризация Интернета как общедоступного средства коммуникаций во всем мире; выработка путей преодоления цифровой пропасти на мировом уровне.
Также было принято обращение к Генеральной Ассамблее ООН с призывом объявить 17 мая «Международным днём информационного общества». Впоследствии вместо «Международного дня телекоммуникаций» Генеральная Ассамблея ООН в резолюции номер A/RES/60/252 от 27 марта 2006 провозгласила 17 мая «Всемирным днём информационного общества» (на других официальных языках ООН: англ. World Information Society Day, исп. Día Mundial de la Sociedad de la Información, фр. Journée mondiale de la société de l'information).
В своём послании 2006 года, посвящённом Всемирному дню информационного общества, Генеральный секретарь ООН Кофи Аннан отметил важность установления этого памятного дня. Отмечаемая дата, сказал К. Аннан, подчеркивает связь между огромными возможностями информационно-коммуникационных технологий (ИКТ) и ускорением темпов развития. Он призвал все государства-члены ООН развивать меры для повышения безопасности и укрепления доверия к информационно-коммуникационным технологиям, создать свободное безопасное информационное общество.
Впоследствии МСЭ (ныне специализированное учреждение ООН) на Полномочной конференции в Анталии в ноябре 2006 года принял решение в дальнейшем отмечать 17 мая как «Всемирный день электросвязи и информационного общества».

## Тема дня
Всемирный день электросвязи и информационного общества
- 2024 год — «Цифровые инновации для устойчивого развития»
- 2023 год —
- 2022 год —
- 2021 год —
- 2019 год — «Преодоление разрыва в стандартизации»
- 2018 год — «Обеспечить положительные результаты использования искусственного интеллекта для всех»
- 2017 год — «Большие данные для создания мощного импульса»
- 2016 год — «Предпринимательская деятельность в области ИКТ в интересах социального воздействия»
- 2015 год — «Электросвязь и ИКТ: движущие силы инноваций»
- 2014 год — «Широкополосная связь в интересах устойчивого развития»
- 2013 год — «ИКТ и повышение безопасности дорожного движения»
- 2012 год — «Женщины и девушки в ИКТ»
- 2011 год — «Улучшение жизни сельских общин благодаря ИКТ»
- 2010 год — «Лучше город, лучше жизнь с ИКТ»
- 2009 год — «Защита детей в киберпространстве»
- 2008 год — «Обеспечить связь между инвалидами»
- 2007 год — «Помогая молодёжи общаться: возможности ИКТ»

Всемирный день информационного общества
- 2006 год — «Содействие развитию глобальной кибернетической безопасности»

Всемирный день электросвязи
- 2005 год — «Создание справедливого информационного общества: время действовать»
- 2004 год — «Информационно-коммуникационные технологии (ИКТ): прокладывая путь к устойчивому развитию»
- 2003 год — «Помогая миру общаться»
- 2002 год — «ИКТ для всех: дать людям возможность преодолеть разрыв в цифровых технологиях»
- 2001 год — «Интернет: проблемы, возможности и перспективы»
- 2000 год — «Подвижная электросвязь»
- 1999 год — «Электронная торговля»
- 1998 год — «Торговля и электросвязь»
- 1997 год — «Электросвязь и гуманитарная помощь»
- 1996 год — «Электросвязь и спорт»